# Vivian Scheihing
Vivian Scheihing (Valdivia, 1947) es una pintora y artista visual chilena. Radicada actualmente en París.
Artista egresada de la Universidad de Chile y máster en Artes. Ha estudiado y expuesto tanto a nivel nacional como internacional, reconocida y galardonada en el mundo artístico producto de su colaboración en el área . En su obra expresa un mundo interno y fantasioso despertado por los colores.

## Biografía
Vivian Scheihing nace en Valdivia, pero se traslada a Santiago junto a su familia producto del terremoto y tsunami que afectó a la zona en el año 1960. Hecho que marcó la temática que abarca la artista. 
Entró en 1964 a la Escuela de Bellas Artes de la Universidad de Chile para estudiar Licenciatura en Arte con mención en Pintura, egresando en 1971.
Su aporte en el ámbito universitario se manifestó cuando la nombraron profesora ayudante en la cátedra de pintura de José Balmes en la Facultad de Artes de la Universidad de Chile y ayudante de Forma y Color para el profesor Francisco Brugnoli.
Respecto a su visión y trabajo, la revista El Siglo conversó con la artista en el período de su formación, preguntándole sobre qué función desempeña la obra de arte y la pintura en aquellos momentos. A lo que ella responde:

"Creo que la "función" del arte es similar en todo momento histórico, si se entiende por función el acto de figurarse el mundo y presentarlo en imágenes y con esto conocerlo. Lo que ahora cambia es quién hace arte, quién usufructúa de la obra de arte, quiénes se enriquecen con las imágenes , quiénes las crean. En Chile hay una nueva clase, la clase trabajadora, que emerge y esto hace que la pintura juegue en estos momentos un rol distinto, producto que en este proceso la clase trabajadora 'nace' culturalmente después de años y años de postergación. Esto, sin duda, repercute y repercutirá en el futuro de la pintura."
Carlos Maldonado, El siglo, p 11. 1972

Una de sus experiencias artísticas iniciales la realizó en 1969 junto a su marido Luis Mora del Solar en el norte de Chile. Se dedicó a la enseñanza de pintura y cine para gente de todas las edades, provenientes del desierto, las minas de cobre y de salitre. En la misma fecha, Vivian Scheihing trabajó en conjunto con la Unidad Popular liderada por Salvador Allende, en su proceso político, realizando pintura mural.
En 1973 abandona el país, exiliándose junto a toda su familia en Alemania tras el Golpe de Estado. Llegan a Berlín (República Federal de Alemania) y el contacto con los museos y galerías profundiza sus conocimientos sobre arte. 
Luego en 1974 se traslada a Reino Unido y dos años después es aceptada en el Royal College of Art para realizar un Máster en Arte donde estudia bajo la tutela de artistas como Francis Bacon, Robert Motherwell, John Walker, John Golding y David Hockney, egresando en 1979 con honores.
Viaja a Nueva York en 1980 donde descubre a artistas de la corriente del Expresionismo Abstracto quienes influenciaron su obra, trabajando además para la Betty Cuningham Gallery. Al año siguiente decide volver a Europa trabajando en la Galerie Ruta Correa en Friburgo.
En 1994 en reconocimiento de su labor artístico es incorporada al Fondo Nacional de Arte Contemporáneo de la Colección del Estado de Francia, además de asignarle un taller de por vida.

## Exposiciones individuales
Sus obras en exposiciones individuales son:
- 1970 Galería Universitaria, Santiago.
- 1971 Galería Arturo Edwards, Santiago.
- 1974 York University Gallery, Toronto, Canadá.
- 1979 Axiom Galerie, Colonia, Alemania.
- 1979 Galería Foyner, Oslo, Noruega.
- 1981 Betty Cunningham Gallery, Nueva York, Estados Unidos.
- 1983 Boïbrino Gallery, Estocolmo, Suecia.
- 1983 Homenaje a Paul Elouard, Bobigny, Francia.
- 1983 Libertad, Alcaldía de Bobigny, Francia.
- 1983 Alcaldía de Garchisy, Nevers, Francia.
- 1986 Boïbrino Gallery, Estocolmo, Suecia.
- 1987 Anysetiers du Roy, París, Francia.
- 1988 Galería Hecht-Pavie, París, Francia.
- 1989 Centro Cultural Confluences, París, Francia.
- 1990 Galería Ruta Correa, Friburgo, Alemania.
- 1990 Centro Cultural Confluences, París, Francia.
- 1991 Galería El Patio, Bremen, Alemania.
- 1991 Galería París-Bastille, París, Francia.
- 1991 M.E.B.A.C. Méziére sur Brenne, Francia.
- 1992 Centro Cultural Confluences, París, Francia.
- 1992 Centro Cultural Confluences, París, Francia. Presentación del libro La Araucana.
- 1992 Espace Valentín, Epernay, Francia.
- 1993 Galería Ruta Correa, Friburgo, Alemania.
- 1993 Espace Croix-Baragnon, Toulouse, Francia.
- 1994 Casa de América Latina, París, Francia.
- 1994 Galería Ruta Correa, Friburgo, Alemania.
- 1995 Galería La Marsa, Túnez, Túnez.
- 1995 Galería Arthe, Túnez, Túnez.
- 1997 Espacio Cultural, U.F.M. Besancon, Francia.
- 1997 Feria de Fráncfort presentada por la Galería Ruta Correa, Alemania.
- 1997 Galería Ruta Correa, Friburgo, Alemania.
- 1998 Galería Ruta Correa, Friburgo, Alemania.
- 1998 Galería Evelyn Bergner, Wiesbaden, Alemania.
- 2000 Le Loft, París, Francia.
- 2001 Europ' Art, Ginebra, Suiza.
- 2001 Vivian Scheihing: Obras Recientes. Texto Christine Frèrot. Museo Nacional de Bellas Artes, Santiago, Chile.
- 2002 Galería Ruta Correa, Friburgo, Alemania.
- 2002 Sala El Farol de la Universidad de Valparaíso, Chile.
- 2003 Galería El Caballo Verde, Concepción, Chile.

## Premios y distinciones
Entre los premios que ha recibido están:
- 1978 John Milton Scholarship Londres, Inglaterra.
- 1978 Balford Foundation Award, Londres, Inglaterra.
- 1979 Amstruther Award, Londres, Inglaterra.
- 1980 Industrial Award, Londres, Inglaterra.
- 1990 M.E.B.A.C. Méziéres sur Brenne, Francia.
- 1994 Incorporación al Fondo Nacional de Arte Contemporáneo de la Colección del Estado, París, Francia